# 微软积分
微软點數（英文：Microsoft Points）为微软为应对娱乐产品所实施的虚拟金币。主要通行于旗下的娱乐产品Zune以及游戏产品XBOX。此虚拟金币与现实金币的汇率为5:400，即5美元（折合人民币40元）可以换取400微软點數。在微软旗下的娱乐产品Zune中Zune软件的Zune Marketplace，一首歌曲一般售价75积分。

## 歷史
2005年11月，微軟推出Xbox Live Points。2013年6月，微软宣布将在2013年底前逐步淘汰微软积分。